# Östergötlands runinskrifter Fv1950;341
Ög Fv1950;341, är en runsten som sedan 1950 står utanför Östergötlands museum i Linköping. Ursprungligen stod den i närheten av Nykvarn vid Stångån. Stenen bär det första fullt säkra exemplet på namnet England i de östgötska runinskrifterna.

## Stenen
Stenen är av gråröd granit, och i sin helhet 395 centimeter hög, varav 298 centimeter ovan mark. Största bredd är 143 centimeter. Ristningsytan är vittrad och ristningslinjerna är ganska smala och grunda. Ovanför den enkla slingan finns ett kors.

## Inskriften
Translitterering av runraden:
...-iur- : auk : as-iurn : þiʀ : ristu : stin : þasi : eft-ʀ : uikfast : faþur : sin : es uas : tuþr : o : eklati : sun : helgu
Normalisering till runsvenska:
...[b]ior[n] ok As[b]iorn þæiʀ ræistu stæin þasi æft[i]ʀ Vigfast, faður sinn, es vas dauðr a Ænglandi, sun Hælgu.
Översättning till nusvenska:
...björn och Åsbjörn de reste denna sten efter Vigfast, sin fader. Han var död i England, Helgas son.
Uttrycket "dog i England" är det enda där namnet England säkert finns belagt i det östgötska runskriftsmaterialet. Den andra stenen, som möjligtvis tillhör Englandsstenarna i Östergötland är Ög 104 i Kaga socken. 

## Historia
Stenen hittades den 4 maj 1950 på Kallerstads säteris ägor, Linköping, 200 meter östsydöst om strömbron vid Nykvarn, där runstenen Ög 113 står. Ristningssidan låg vänd neråt i åkern. Området är nu exploaterat för industribebyggelse. Troligen är fyndplatsen också den plats där stenen en gång restes, invid vad som då antagligen var en viktig väg.

## Referens i gatunätet
Vigfast och Åsbjörn har fått ge namn åt var sin gata i Kallerstadsområdet (Vigfastgatan, Åsbjörnsgatan), Vigfast även åt en cirkulationsplats (Vigfastrondellen).